# Amblystegium serbicum
Amblystegium serbicum är en bladmossart som beskrevs av Podpe. Amblystegium serbicum ingår i släktet Amblystegium och familjen Amblystegiaceae. Inga underarter finns listade i Catalogue of Life.